# 관호초등학교
관호초등학교는 대한민국 경상북도 칠곡군에 있는 초등학교다.

## 학교 연혁
- 1973. 03. 02 약목국민학교 관호분교 개교
- 1975. 03. 01 관호국민학교 개교
- 1985. 03. 01 관호국민학교 병설 유치원 개원
- 1994. 12. 20 급식 조리실 1실 증축
- 1996. 03. 01 관호초등학교 교명 변경
- 2010. 09. 08 과학실1실, 교실 1실 증축
- 2012. 03. 01 제18대 김정오교장 부임
- 2014. 02. 18 제39회 졸업식(누계 825명)

## 참고 자료
- 관호초등학교 - 한국교육학술정보원 학교알리미